# Verwaltungsgemeinschaft Stadt Hecklingen

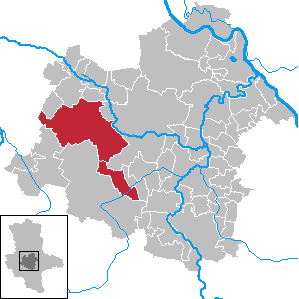
Lage der Verwaltungsgemeinschaft Stadt Hecklingen im Salzlandkreis

In der Verwaltungsgemeinschaft Stadt Hecklingen des Salzlandkreises waren die Stadt Hecklingen und die Gemeinde Giersleben zur Erledigung der Verwaltungsgeschäfte zusammengeschlossen. Die Verwaltungsgemeinschaft entstand am 1. Januar 2005 aus der zuvor verwaltungsgemeinschaftsfreien Stadt Hecklingen sowie der Gemeinde Giersleben aus der aufgelösten Verwaltungsgemeinschaft Wippertal. Im Mai 2009 wurde der Austritt der Gemeinde Giersleben und somit die Auflösung der Verwaltungsgemeinschaft beschlossen. Giersleben trat am 1. Januar 2010 der neu gegründeten Verbandsgemeinde Saale-Wipper bei.

## Ehemalige Mitgliedsgemeinden mit ihren Ortsteilen
- Giersleben mit Strummendorf
- Stadt Hecklingen mit Gänsefurth, Cochstedt, Groß Börnecke und Schneidlingen